# Song Shenzong
Song Shenzong (宋神宗T, Sòng ShénzōngP; 25 maggio 1048 – 1º aprile 1085) è il sesto imperatore della dinastia Song in Cina. Il suo vero nome era Zhao Xu. Regnò dal 1067 fino alla sua morte.
I periodi all'interno del suo regno sono "Xining" (熙寧; xī níng) 1068-1077 e "Yuanfeng" (元丰; yuán fēng) 1078-1085.
Durante il suo regno, Shenzong notò Wang Anshi e lo nominò cancelliere. Wang sviluppò riforme volte a migliorare la sorte dei contadini e dei disoccupati, riforme che alcuni hanno visto come un precursore del moderno stato sociale. Questi atti divennero il segno distintivo delle riforme del regno di Shenzong.
L'altra azione notevole di Shenzong come imperatore deriva dai suoi ripetuti tentativi di indebolire la dinastia Xia occidentale (Xixia) invadendo ed espellendo le forze Xixia a Qingzhou (ora Gansu). Shenzong ottenne inizialmente buoni risultati durante queste campagne militari, ma durante la battaglia di Yongle nel 1082, le sue forze furono sconfitte. Di conseguenza, le forze della Xixia si rafforzarono e rappresentarono una minaccia per la dinastia Song nei decenni successivi.
Nel 1080 rinominò il Tempio Puji sull'isola di Putuo Shan nella provincia di Zhejiang da bu ken qu guanyin yuan (不肯去观音院) a bao tuo guanyin si (↔ 陀观音寺).
È anche conosciuto come uno degli uomini più ricchi della storia. La sua fortuna era tale che è ancora oggi incalcolabile.
Shenzong morì nel 1085 all'età di 36 anni. Gli succedette il figlio Song Zhezong. Il suo nome ufficiale significa "Antenato divino".